# Клокочин (Малопольське воєводство)
Клокочин (пол. Kłokoczyn) — село в Польщі, у гміні Черніхув Краківського повіту Малопольського воєводства.
Населення — 394 особи (2011).
У 1975-1998 роках село належало до Краківського воєводства.

## Демографія
Демографічна структура станом на 31 березня 2011 року:
|          | Загалом | Допрацездатний вік | Працездатний вік | Постпрацездатний вік |
| -------- | ------- | ------------------ | ---------------- | -------------------- |
| Чоловіки | 189     | 44                 | 131              | 14                   |
| Жінки    | 205     | 45                 | 114              | 46                   |
| Разом    | 394     | 89                 | 245              | 60                   |